# غروة
غَرْوَة (بالبلارية: غَرْوَ، 𞤺𞤢𞤪𞤱𞤢) هي مدينة الميناء وعاصمة المنطقة الشمالية في الكمرون، تقع على نهر بنوي. تعد المدينة المركز التجاري للمنطقة الزراعية المحيطة بها، وتضم أيضًا العديد من مرافق تصنيع المنسوجات. تعداد المدينة 235,996 نسمة وفقًا لتعداد عام 2005، مما يجعلها ثالث أكثر المدن اكتظاظًا بالسكان في الكاميرون بعد مدينة دوالة والعاصمة ياوندة.

## أعلام
- أحمدو أهيجو
- جاك هامان
- بينوت أنغبوا
- إدريسا آدم
- إدغار سالي